# Srnec obecný
Srnec obecný (Capreolus capreolus) je hojně rozšířený sudokopytník z čeledi jelenovití. Z evropských druhů jelenovitých je nejmenší. Samice srnce se nazývá srna (řidčeji srnka), mládě pak srnče (řidčeji srně). V České republice se jedná vedle prasete divokého o nejrozšířenější spárkatou zvěř.

## Popis

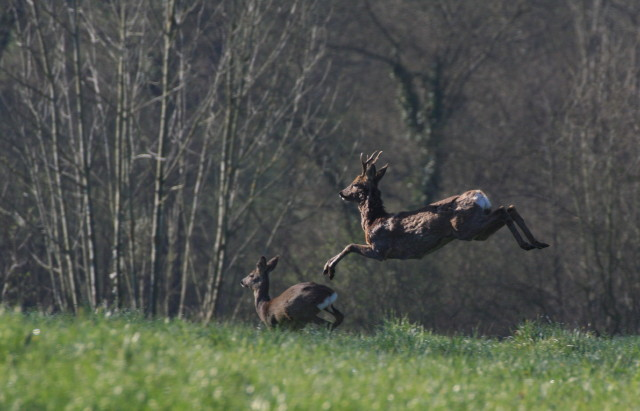
Srna a srnec v běhu.

Srnec obecný je relativně malým zástupcem své čeledi. Dosahuje hmotnosti mezi 15–30 kg a v kohoutku měří 65–75 cm. Ocas (kelka) je velmi krátký (2–3 cm) a sotva viditelný. Přes léto má jeho srst mírně rezavo-červený odstín, s koncem roku však narůstá nová zimní srst a její zbarvení znatelně tmavne (srnčí zvěř přebarvuje). Samci mají relativně krátké parůžky, které mohou u jedinců v dobrých podmínkách dorůstat až do délky 25 cm. Každým rokem, v rozmezí od října do listopadu, shazují samci své parůžky a na jaře příštího roku jim narůstají nové, které jsou zpočátku pokryté jakousi sametovou vrstvou, která se nazývá lýčí a vyživuje parůžek při vývoji a růstu. Po dokončení vývoje parůžků je srnec vytlouká – zbavuje parůžky odumřelého lýčí otíráním o slabé kmínky stromů nebo keřů (podle druhu stromu nebo keře se odvíjí odstín parůžků např. na jižní Moravě mají srnci světlé parůžky a v Beskydech nebo ve výše položených lesích mají srnci obvykle parůžky tmavší). Srnčí paroží může být jednoduše zašpičatělé, ale stejně tak může mít naopak 4–6 výsad. Takže to může být špičák, vidlák, šesterák, výjimečně osmerák (čtyři výsady na jednom parůžku) nebo raritní srnec s různě nepravidelně deformovaným a členitým parožím. Srnec své parůžky shazuje v listopadu a prosinci. Při poranění pučnic parůžků, někdy však i v důsledku poranění varlat(ráže) vznikají v paroží srnčí zvěře abnormality, tzv. parukáči s houbovitým parožím, které zůstává trvale v lýčí a vývrtkáči s parožím ve tvaru vývrtky.

### Barevné odchylky
Velmi vzácně lze spatřit srnčí albíny. Ti v důsledku své vady často trpí i špatným zrakem a jsou světloplaší. Mezi myslivci se traduje, že zastřelit srnu-albína přináší smůlu, respektive, že kdo zastřelí srnu-albína, do roka zemře. Jednu srnu-albína chová Zoo Děčín.

## Rozšíření
Srnec obecný žije v lesích, za soumraku, kdy je nejaktivnější, velmi často navštěvuje zemědělskou krajinu a často proniká až na okraje měst. Obývá prakticky celou Evropu, ve velkém počtu chybí pouze na severu Skandinávie, zasahuje také až k pobřeží Kaspického moře a na území Malé Asie.
V České republice se jedná o nejhojnějšího sudokopytníka. V roce 1970 byla jeho početnost odhadována na 198 000 jedinců, v roce 2006 již na více než 300 000 jedinců (nejvíce od 60. let 20. století).

## Lov
Srnčí je po zvěři černé v České republice druhým nejvíce loveným druhem spárkaté zvěře. Roční odstřel činí průměrně 110 000 kusů. Srnci se loví od 1. května do 30. září, srny od 1. srpna do 31. prosince a zvěř do dvou let věku celoročně. Lov se provádí osamělým čekáním, šoulačkou či vábením, a to kulovnicí. Dříve se srnčí zvěř střílela i broky, což však není v současnosti z etických důvodů povoleno. Ve středověku a raném novověku se srnčí zvěř štvala psy. Zajímavý je lov vábením, který se provádí zejména v období říje. Lovec při něm pomocí vábničky nebo lístku trávy napodobuje pískání říjné srny, aby srnce přivábil na dostřel.

## Ekologie a rozmnožování

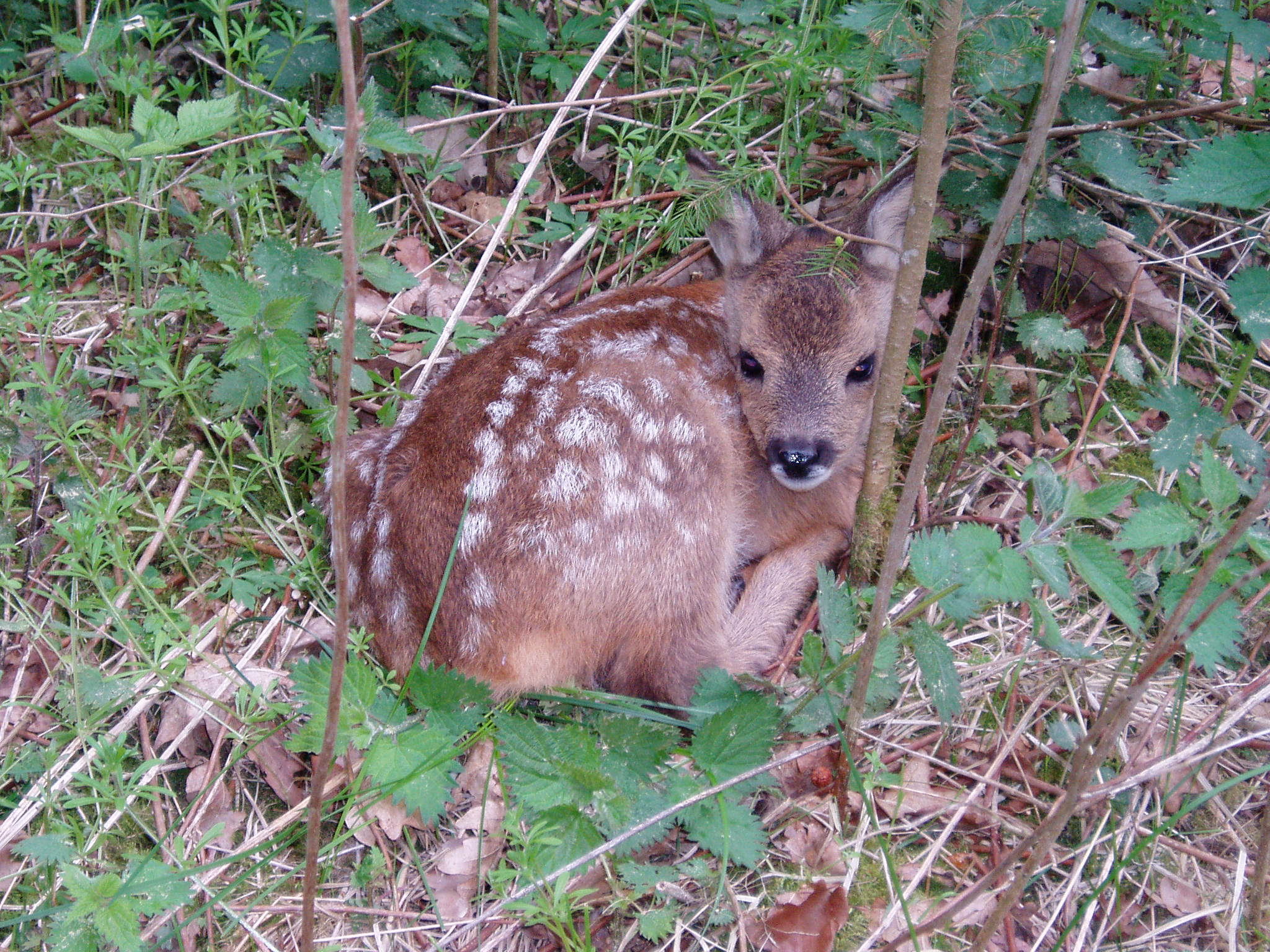
Srnče

Srnčí se živí zejména nejrůznějšími bylinami, občas požírá také různé plody. Zvláště v oblibě má přitom mladé výhonky trav s vysokým obsahem vlhkosti. Srnec obecný je relativně plachý a při ohrožení se často ozývá bekáním, tedy zvukem podobným psímu štěknutí. Srnčí zvěř žila původně samotářsky ve světlých lesích a lesostepní krajině. Později osídlila kulturní krajinu, zvláště pole, kde se sdružuje do početných stád, která však nemají přísnou sociální strukturu. V nebezpečí srnčí varuje bílou skvrnou na zadku - obřitkem. Podle tvaru obřitku lze rozlišit pohlaví srnčí zvěře v zimním období, když srnci nemají parůžky, srnec má obřitek oválný, zatímco u srn je srdčitého tvaru.
Samice pohlavně dospívají ve věku 16 měsíců. Samci jsou polygamní a v polovině července začínají bojovat o přízeň samic. Do listopadu se zárodek prakticky nevyvíjí (latentní březost). Podle některých zdrojů se v listopadu neoplozené srny páří s mladými srnci, kteří nebyli připuštěni k říji v obvyklém čase staršími a silnějšími samci, zárodek se poté vyvíjí normálně. V květnu až červnu rodí srna obvykle jedno, někdy dvě hnědá, bíle skvrnitá mláďata (srnčata).
Srnčata zůstávají několik prvních dnů nehybně skryta v husté vegetaci, kam je chodí matka několikrát denně krmit. V tomto období jich je mnoho zahubeno sekačkami, myslivci se tomuto snaží zabránit spoluprací se zemědělci – procházením luk před senosečí, nalezená srnčata odnášejí do křovin tak, aby na nich nezůstal lidský pach. V případě, že samice zaregistruje v jejich blízkosti člověka nebo nějakého dravce, se často stává, že svá mláďata opustí. Srnčata s matkou zůstávají celý rok, až do příštího porodu.
Nepoučení lidé ročně v lesích seberou mnoho srnčat, protože je pokládají za opuštěná. Pokud se jim rychle nedostane odborné péče, srnčata obvykle uhynou, protože jim kravské mléko působí těžké zažívací potíže. Vhodnější potravou by bylo mléko kozí. Zatímco odchované srny v zajetí zkrotnou, srnci samčího pohlaví se po dosažení dospělosti stávají agresívními a mohou vážně zranit i člověka.
Ve volné přírodě se dožívá srnec obvykle 10 let, vzácněji i více – asi 15 nebo 17 let. Přirozeným nepřítelem je liška, která ale útočí jen na mláďata, dospělé srnce ohrožuje pouze vlk nebo rys ostrovid. Ojediněle se mohou srnčata stát kořistí orla skalního.